# André Houška
André Houška (21. května 1926 – 19. dubna 1991) byl český fotbalista, brankář, reprezentant Československa.
Od sezony 1942/43 hrál středočeské mistrovství I. B třídy za SK Říčany, s nímž v prvním poválečném ročníku 1945/46 postoupil do I. A třídy. V roce 1947 přestoupil do Slavie Praha.
Za československou reprezentaci odehrál v letech 1954–1955 tři zápasy, jednou nastoupil i za reprezentační B-mužstvo. V lize odehrál 271 utkání. Hrál za Slavii Praha (1947–1948, 1950–1951), Duklu Praha (1949–1950), Spartu Praha (1952–1958) a Bohemians Praha (1958–1965). Se Spartou získal dvakrát titul mistra republiky (1952, 1954).
Jeho syn André Houška se stal rovněž fotbalovým brankářem (Sparty, RH Cheb a Zbrojovky Brno), reprezentační dres však neoblékl.

## Ligová bilance
| Ročník                                     | Zápasy | Góly | Klub                     |
| ------------------------------------------ | ------ | ---- | ------------------------ |
| Státní liga 1947/48                        | -      | 0    | SK Slavia Praha          |
| Celostátní československé mistrovství 1949 | -      | 0    | ATK Praha                |
| Celostátní československé mistrovství 1950 | -      | 0    | ATK Praha                |
| Celostátní československé mistrovství 1950 | -      | 0    | Dynamo Slavia Praha      |
| Mistrovství československé republiky 1951  | -      | 0    | Dynamo Slavia Praha      |
| Mistrovství československé republiky 1952  | -      | 0    | Spartak Praha Sokolovo   |
| Přebor československé republiky 1953       | 13     | 0    | Spartak Praha Sokolovo   |
| Přebor československé republiky 1954       | 22     | 0    | Spartak Praha Sokolovo   |
| Přebor československé republiky 1955       | 17     | 0    | Spartak Praha Sokolovo   |
| 1. československá fotbalová liga 1956      | 20     | 0    | Spartak Praha Sokolovo   |
| 1. československá fotbalová liga 1957/58   | 11     | 0    | Spartak Praha Sokolovo   |
| 1. československá fotbalová liga 1958/59   | 23     | 0    | Spartak Praha Stalingrad |
| 1. československá fotbalová liga 1959/60   | 19     | 0    | Spartak Praha Stalingrad |
| 1. československá fotbalová liga 1960/61   | 26     | 0    | Spartak Praha Stalingrad |
| 1. československá fotbalová liga 1961/62   | 26     | 0    | ČKD Praha                |
| 1. československá fotbalová liga 1962/63   | 5      | 0    | ČKD Praha                |
| 1. československá fotbalová liga 1963/64   | 21     | 0    | ČKD Praha                |
| 1. československá fotbalová liga 1964/65   | 18     | 0    | Bohemians Praha          |
| CELKEM 1. československá liga              | 271    | 0    |                          |